# Iwao Kitahara

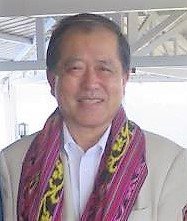
Iwao Kitahara in Osttimor (2017)

Iwao Kitahara (jap. 北原 巌男, Kitahara Iwao; * 20. Juli 1947 in Ina, Präfektur Nagano, Japan) ist ein ehemaliger Beamter der Verteidigungsbehörde (Bōei-chō) und Botschafter aus Japan.

## Werdegang
Kitahara schloss ein Jurastudium an der privaten Chūō-Universität in Tokio mit einem Bachelor ab und arbeitete ab 1972 bei der Verteidigungsbehörde, dem heutigen Verteidigungsministerium. 1977 war er in der Abteilung für Bildungswesen im Personalbüro. 1978 wurde Kitahara Mitglied der Abteilung „Allgemeinde Angelegenheiten“ und war der japanische Wehrbeauftragte. 1982 war er erster Sekretär in der japanischen Botschaft in Kanada. 1996 erhielt Kitahara einen Master of Social Sciences an der Toyo Eiwa Jogakuin Universität.
Von 1998 bis 2000 war er Generaldirektor des Büros der japanischen Defense Facilities Administration Agency DFAA (deutsch Agentur für die Verteidigungseinrichtungen) in Okinawa und von 2000 bis 2001 Leiter des Büros für Verteidigungsoperationen. Von 2002 bis 2003 war Kitahara Leiter des Büros für Finanzen und Ausrüstung, dann löste er Shoei Yamanaka als stellvertretender Vizeminister der Verteidigungsbehörde ab. 2004 war Kitahara Direktor des Sekretariats des Generaldirektorats der Verteidigungsbehörde und am 8. August 2005 wurde er Chef der Defense Facilities Administration Agency. Am 31. August 2007 verabschiedete Kitahara sich in den Ruhestand.
Im September 2008 übergab Kitahara seine Akkreditierung als japanischer Botschafter im südostasiatischen Staat Osttimor an Präsident José Ramos-Horta. Kitahara folgte damit Kenji Shimizu auf den Posten in Dili. 2011 wurde Kitahara von Yoshitaka Hanada abgelöst.
Kitahara gründete 2013 die Japanese East Timorese Association, deren Generalsekretär er ist. Außerdem ist er Berater in der Koukyo Network Association.

## Ehrungen
Am 13. September 2013 wurde der Mahata-Iwao-Kitahara-Hafen in der osttimoresischen Exklave Oe-Cusse Ambeno beim Ort Mahata (Suco Costa, Subdistrikt Pante Macassar) eingeweiht. Damit soll Kitaharas Engagement für die Infrastruktur der Exklave gewürdigt werden. Das Hafenprojekt wurde von der Japan International Cooperation Agency (JICA) unterstützt. 2010 hatte Japan 14 Millionen US-Dollar für den Hafenbau zur Verfügung gestellt.
2017 erhielt Kitahara die Medaille des Ordem de Timor-Leste, des höchsten Ordens von Osttimor, und den japanischen Orden des Heiligen Schatzes.